# Pascual Carrión
Pascual Carrión y Carrión (Sax, provincia de Alicante, 3 de noviembre de 1891-Valencia, 15 de septiembre de 1976) fue un ingeniero agrónomo español que destacó a principios del siglo XX por ser uno de los más activos promotores de la Ley de Reforma Agraria de la Segunda República, integrando la Comisión Técnica encargada de elaborar el anteproyecto.

## Biografía
Residió en Madrid con su familia desde joven, cursando ingeniería agrícola en el Instituto Agrícola Alfonso XII. Sus ideas liberales le llevaron a trabar contacto rápidamente con la Institución Libre de Enseñanza y la Residencia de Estudiantes. En ellas conoció a Francisco Giner de los Ríos, Manuel Azaña, José Ortega y Gasset y Luis Araquistáin entre otros. Las obras de Joaquín Costa sobre el colectivismo agrario produjeron una notable influencia en Carrión. Siguió con avidez la lectura de las obras de los regeneracionistas y del fisiócrata Henry George. No tardó en establecer contacto con las Juntas Liberales de Andalucía, conociendo allí el nacionalismo andaluz de la época e integrándose plenamente en el movimiento andalucista. Al terminar sus estudios e ingresar en el Cuerpo de Ingenieros, no dudó en solicitar y obtener como destino Sevilla para continuar su actividad.
Defensor de una reforma agraria en profundidad en Andalucía que eliminase los latifundios, participó junto a Blas Infante (al que le unía una profiunda amistad personal), Francisco Largo Caballero, Joaquín Guichot y otros en la Asamblea de Córdoba de 1919 que realizó un manifiesto en favor de la reforma completa del campo andaluz. Carrión empezó a ser conocido gracias a los artículos que escribía para diarios andaluces y que eran dados a conocer en Madrid, entre otros, por Ortega y Gasset, en los diarios El Sol y El Debate. Trasladado a Valencia en 1921, desarrolló una intensa labor entre los viticultores valencianos para la mejora del campo levantino. Volvió a Madrid en 1927, destinado en el lugar donde se formó, el Instituto Agrícola de Alfonso XII. Fue designado representante de la Confederación Nacional Vitivinícola en la conferencia nacional vinícola convocada por el Ministerio de Economía Nacional el 15 de julio de 1930.
Con la llegada de la Segunda República se trasladó a Andalucía, donde trabajó intensamente para el anteproyecto de Ley de reforma agraria, que fue aprobado en Consejo de Ministros en julio de 1931 pero que no se convirtió en ley finalmente, aunque sí un proyecto modificado que entró en vigor en 1932: la Ley de Reforma Agraria de España. En 1936, por Decreto de 13 de octubre, es nombrado de forma interina Comisario de la Escuela Especialde Ingenieros Agrónomos de Madrid.
Firme partidario de la incautación de tierras ociosas, defendía no obstante la legitimidad de la propiedad de aquellos que mantuvieran activas las mismas. Fue crítico con los procesos desamortizadores del siglo XIX, que habían llevado la propiedad de la tierra de la mano de la Iglesia a la de los terratenientes, sin que ello hubiera supuesto un cambio en su productividad. También criticaba con dureza que los procesos desamortizadores se hubieran saldado dejando en manos de unos pocos los antiguos bienes comunales que explotaban las ciudades y pueblos para beneficio de todos sus habitantes.
Tras la finalización de la guerra civil, fue detenido, depurado e inhabilitado, y se le envió destinado a Requena, desde 1941 hasta su jubilación en 1961.

## Obra
- La germinación de las semillas, Calpe, Valencia, 1922, 32 pp.[3]
- La Ley de Reforma Agraria
- La Reforma Agraria. Problemas Fundamentales, Madrid, 1931
- La Reforma agraría de la II República y la situación actual de la agricultura, Barcelona, 1973
- Los latifundios en España: su importancia, origen, consecuencias y solución, Madrid, 1932 y Barcelona, 1975